# إيلا ليتل كولينز
كانت إيلا ليتل كولينز (1914 - 1996) ناشطة أمريكية في مجال الحقوق المدنية والأخت غير الشقيقة لـ مالكولم إكس. ولدت في بتلر، جورجيا، لأبوين إيرل ليتل وديزي ليتل (ني ماسون) ؛ كان أجدادها من الأب جون (بيج با) لي ليتل وإيلا ليتل (ني جراي)، وكان أشقاؤها ماري ليتل وإيرل لي ليتل جونيور.كانت لديها سبعة أشقاء غير أشقاء من زواج والدها الثاني: ويلفريد، فيلبرت، وهيلدا، ريجينالد، مالكولم، ويسلي، وآيفون. عملت كعضو في الكونجرس آدم كلايتون باول سكرتيرة، ومديرة محل بقالة والدتها، ومستثمرة في ممتلكات المنزل، والتي سامحته منازل سكنية. انضمت إلى أمة الإسلام في منتصف الخمسينيات من القرن الماضي وساعدت في إنشاء مسجدها في بوسطن ودار حضانة ملحقة به، على الرغم من أنها تركت الأمة في عام 1959 لتصبح مسلمة سنية. دعمت برامج الدراسات العرقية والعرقية في جامعات عبر الولايات المتحدة وأسست مدرسة سارة أ. ليتل للفنون التحضيرية في بوسطن.
كتب مالكولم إكس في سيرته الذاتية عن تأثير اجتماعه الأول مع أخته غير الشقيقة عليه. جاءت لزيارتها عندما كان في الصف السابع، ووصفها بأنها "أول امرأة سوداء فخورة حقًا رأيتها على الإطلاق" وكتب "لم أكن معجبًا بأي شخص من قبل." " في نهاية المدرسة عام، انتقل إلى روكسبري للعيش معها، وكانت الوصي عليه حتى بلغ 21 عامًا.
منزل معروف لطفولة مالكولم إكس. تم تصنيف شكله الخارجي كمعلم بوسطن من قبل لجنة معالم بوسطن في عام 1998، وتم إدراجه في السجل الوطني للأماكن التاريخية في عام 2021
مالكولم ليتل (يسار)، امرأتان مجهولتان، وإيلا ليتل كولينز (يمين) في فرانكلين بارك، روكسبري
عندما غادر مالكولم إكس أمة الإسلام في عام 1964، دفع ليتل كولينز ثمنه لأداء فريضة الحج. كما دفعت مصاريف جنازته ونفقات عمله بعد اغتياله، وتولت منظمة الوحدة الأفرو-أمريكية، بما في ذلك مشروعه لتقديم 35 منحة دراسية من جامعة الأزهر في القاهرة، مصر، ومن جامعة غانا للطلاب الراغبين في ذلك. الدراسة في الخارج. في عام 1986، قامت بدمج منظمة الوحدة الأفرو-أمريكية مع رابطة الدفاع الأمريكية الإفريقية.
في عام 1988 ، تم بتر ساقي ليتل كولينز بسبب الغرغرينا. توفيت عام 1996.
سمي معهد إيلا كولينز في الجمعية الإسلامية لمركز بوسطن الثقافي باسمها ؛ هدفها هو "إنشاء مجتمع نابض بالحياة من خلال الجمع بين الفهم الكلاسيكي للإسلام والمنح الدراسية الحديثة والفهم السليم للسياق الثقافي الحالي." "